# 1981 في تونس
فيما يلي قوائم الأحداث التي وقعت خلال عام 1981 في تونس.

## أحداث
- 1 نوفمبر – الانتخابات التشريعية التونسية 1981

## سياسة

### انتهاء فترة المنصب
- 15 أبريل – حسان بلخوجة وزير الشؤون الخارجية.

## مواليد

### يناير
- 1 يناير – فخري الغزال مصور تونسي.
- 11 يناير – علي الزيتوني لاعب كرة قدم تونسي.
- 13 يناير – محمود البارودي سياسي من تونس.

### فبراير
- 8 فبراير – أمير الحاج مسعود لاعب كرة قدم تونسي.
- 21 فبراير – ماجدولين الشارني سياسية من تونس.

### مارس
- 16 مارس – عصام المرداسي لاعب كرة قدم تونسي.

### أبريل
- 10 أبريل – أنيس بوسعيدي لاعب كرة قدم تونسي.
- 21 أبريل – وسام حمام لاعب كرة يد تونسي.

### مايو
- 30 مايو – ريم البنا ممثلة تونسية.

### يونيو
- 30 يونيو – سيف غزال لاعب كرة قدم تونسي.

### أغسطس
- 3 أغسطس – عبد الكريم النفطي لاعب كرة قدم تونسي.
- 26 أغسطس – ياسين العياري مدون تونسي.

### ديسمبر
- 2 ديسمبر – محمد صخر الماطري سياسي من تونس.
- 22 ديسمبر – هيكل قمامدية لاعب كرة قدم تونسي.

## وفيات

### نوفمبر
- 29 نوفمبر – حسان بلخوجة (مواليد 1916) سياسي تونسي.

### ديسمبر
- 4 ديسمبر – علي البراق (مواليد 1899)